# TEU
Đơn vị tương đương 20 feet (twenty-foot equivalent unit) hay TEU, teu là một đơn vị đo sức chứa hàng hóa không chính xác, thường được sử dụng để mô tả khả năng chứa của một tàu container hoặc bến container. Đơn vị này được dựa trên thể tích của một container tiêu chuẩn dài 20 feet, một loại thùng chứa hàng có thể dễ dàng được chuyển qua lại giữa các phương tiện vận chuyển khác nhau như tàu thủy, tàu hỏa và xe tải.